# Euphorbia schumannii
Euphorbia schumannii är en törelväxtart som beskrevs av Radcl.-sm.. Euphorbia schumannii ingår i släktet törlar, och familjen törelväxter. Inga underarter finns listade i Catalogue of Life.